# Gezeitentümpel

Gezeitentümpel in Porto Covo, Portugal

Gezeitentümpel (GZT) und Rockpools (RP) (sog. Lithotelmen) stellen extreme Lebensräume im Eu- bis Supralitoral (Brandungs- bis Spritzwasserzone) von Felsküsten dar. Zu eigen ist sowohl Rockpools als auch Gezeitentümpeln, dass sie keinen dauernden Zufluss vom freien Meer („Frischwasser“) aufweisen. 

## Beschreibung

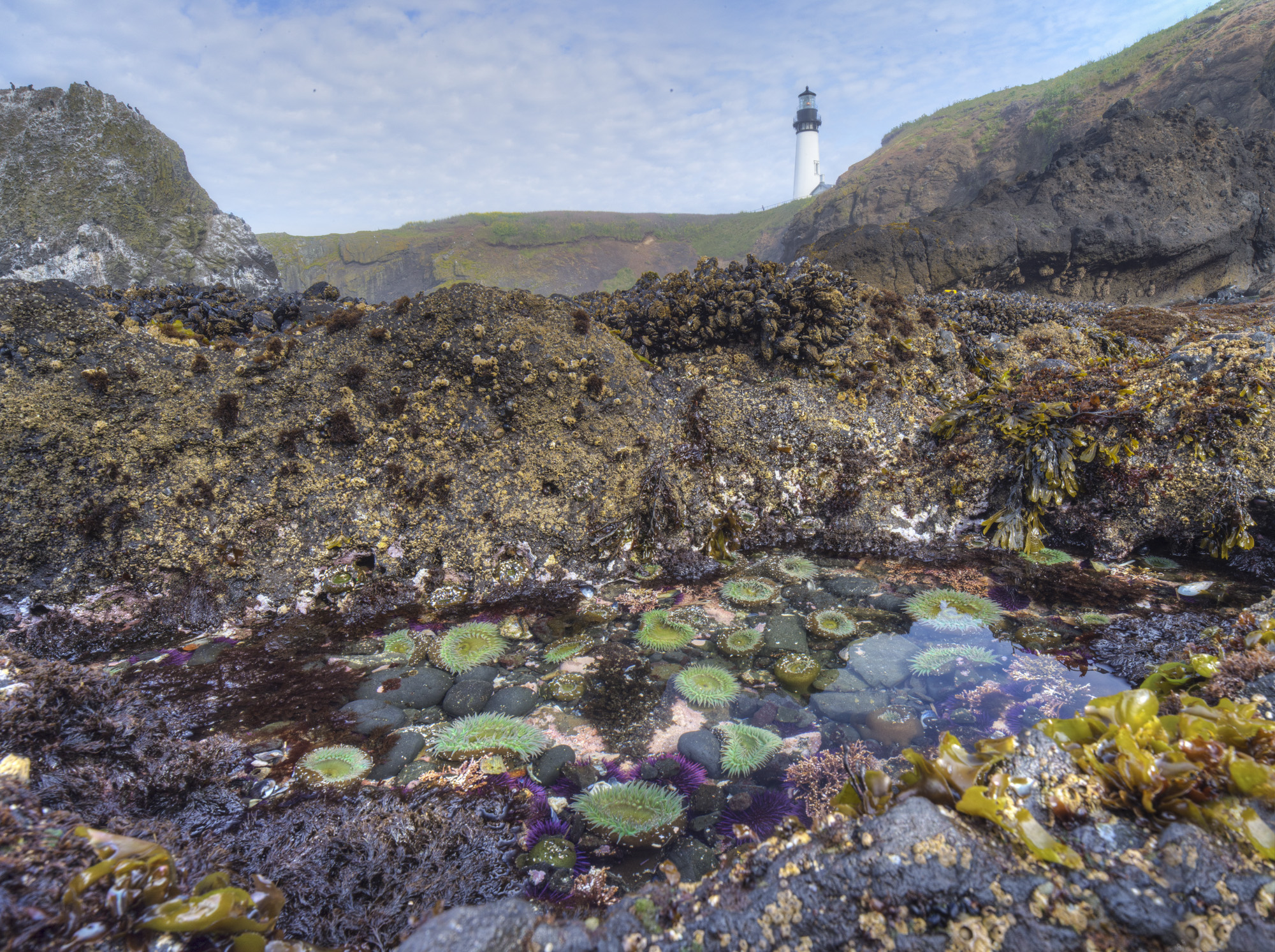
Gezeitentümpel bei Niedrigwasser auf Yaquina Head, USA. Lebensraum für Grüne Riesenanemone (Anthopleura xanthogrammica) und Purpurseeigel (Strongylocentrotus purpuratus)

Die Gezeitentümpel, die im unteren bis mittleren Eulitoral liegen, werden bei Flut meist regelmäßig mit Frischwasser versorgt. Die Rockpools des oberen Eulitorals bis zur Grenze zwischen oberem Supralitoral und terrestrischer Zone dagegen erhalten nur über Spritzwasser, Sprühwasser der Brandung, bei Sturmbedingungen oder durch Niederschlag Frischwasser.
Die Lage der Rockpools und Gezeitentümpel zeigt somit, welch schwierigen Standortbedingungen die darin lebenden Tiere und Pflanzen ausgesetzt sind. Während die Bewohner der Gezeitentümpel z. B. dagegen ankämpfen müssen, bei Flut von der Strömung aufs offene Meer hinausgetrieben zu werden, ist es für Bewohner der Rockpools wichtig, gegen eine fortschreitende Austrocknung durch Sonne und Wind und die damit verbundene Zunahme der Salinität im Pool gewappnet zu sein. Dabei ist letzteres Problem auch bei den Gezeitentümpeln nicht auszuschließen. Wenn auch die Gefahr einer vollständigen Austrocknung hier nicht so groß ist, so wird aber zumindest die Temperatur im Gezeitentümpel bei längerer Sonneneinstrahlung im Vergleich zu der im offenen Meer deutlich ansteigen.
Die wichtigsten abiotischen Umwelteinflüsse für Rockpools und Gezeitentümpel sind somit:
- Sonneneinstrahlung
- Wind
- Niederschlag
- Kontakt zu Frischwasser

Letzterer Punkt ist dabei abhängig von der Höhe des Tümpels oder Pools über dem Meer (HüM), sowie von seinem Abstand zum Meer. Der Niederschlag spielt eine wichtige Rolle, da durch das Süßwasser des Regens (Sal 0,5 ‰) Rockpools oder Gezeitentümpel ausgesüßt werden können. Zum Teil vermag das Süßwasser infolge geringerer Dichte über dem dichteren Salzwasser eine einigermaßen einheitliche Schicht geringerer Salinität zu bilden.
Neben den o. g. abiotischen Faktoren haben auch biotische Faktoren einen starken Einfluss auf das Milieu in Rockpools und Gezeitentümpeln. So erhöht z. B. die Dichte der darin lebenden Pflanzen (Algen sowie autotrophes Plankton) durch erhöhte Photosyntheseleistung den Sauerstoffgehalt (O2). Gleichzeitig erhöht sich auch der pH-Wert, da O2 über den Abbau von im Wasser als Kohlensäure (H2CO3) gelöstes Kohlendioxid (CO2) gewonnen wird, d. h. das Wasser wird weniger sauer. Die heterotrophen Lebewesen in Gezeitentümpeln und Rockpools dagegen senken durch O2-Verbrauch und CO2-Produktion den pH-Wert. Die Schwankungen des pH-Wertes im Tagesrhythmus lassen sich jedoch fast ausschließlich mit der tagsüber bei starker Sonneneinstrahlung zunehmenden Photosyntheserate erklären.

## Fauna und Flora

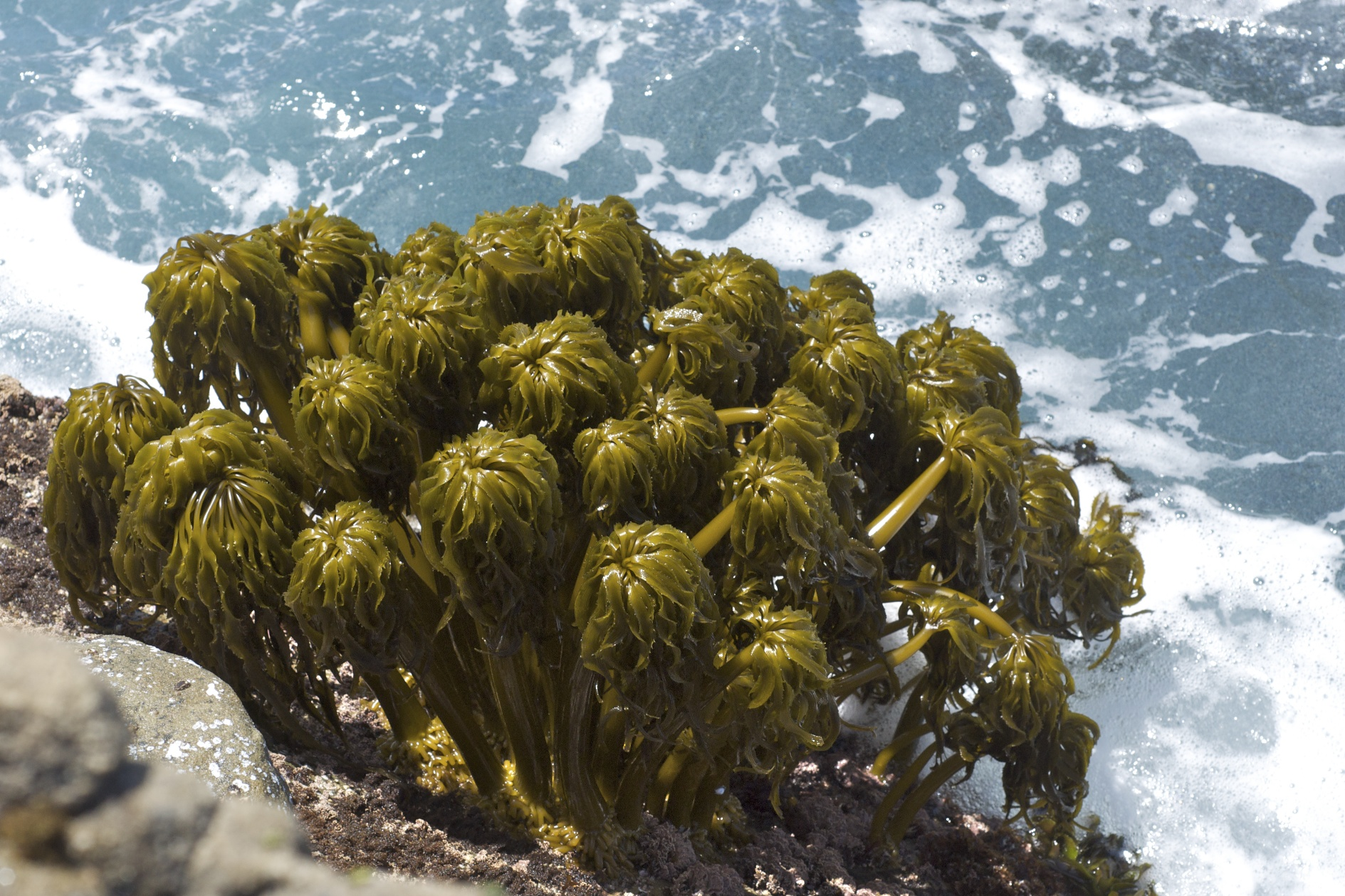
Die See-Palme (Postelsia palmaeformis) wächst oft in Gezeitentümpeln

Da, wie oben bereits gesagt, das Leben in den Rockpools und Gezeitentümpeln viele Gefahren birgt, sind die Bewohner auf spezielle Anpassungsmechanismen angewiesen. Dazu gehören häufig Methoden zum Schutz gegen Trockenheit, wenn z. B. nach Austrocknung eines Gezeitentümpels kein Kontakt mehr zu Wasser besteht. Die Pferdeaktinie (Actinia equina) zieht in einem solchen Fall ihre Tentakel ein, nimmt eine kugelförmige Gestalt an und kann auf diese Art eine gewisse Zeit trocken liegen, ähnlich wie die Zwergstrandschnecke (Littorina neritoides), die ihre blutgefäßreiche Mantelhöhle zur Atmung nutzt, und außerdem ihr Gehäuse mit einem Operculum verschließt. Jedoch müssen von den Bewohnern der Rockpools und Gezeitentümpel gewisse Schwankungen, v. a. bezüglich Salinität und Temperatur, ausgehalten werden. Die größte Toleranz bezüglich Salinitätsschwankungen besitzen die Larven und Puppen der Stechmückenart Aedes mariae.
Im Nordwesten des Juan de Fuca Provincial Park liegt der „Botanical Beach“, ein Küstenabschnitt der für viele und artenreiche Gezeitentümpel bekannt ist. Typische dort vorkommende Arten sind: Die Rotalgen Halosaccion glandiforme und Corallina vancouveriensis . Die Braunalge See-Palme (Postelsia palmaeformis). Kalifornische Miesmuschel (Mytilus californianus), Ockerseestern (Pisaster ochraceus), Grüne Riesenanemone (Anthopleura xanthogrammica), Purpurseeigel (Strongylocentrotus purpuratus), Violette Strandkrabbe (Hemigrapsus nudus), Schwarze Turbanschnecke (Tegula funebralis) und die Groppe Clinocottus globiceps. Vögel wie der Kanadareiher (Ardea herodias) finden in den Tümpel leicht Beute.